# İstinye
İstinye je sousedství v Istanbulu v Turecku na evropské straně města. Nachází se ve čtvrti Sarıyer, mezi sousedstvími Emirgan a Yeniköy, na severozápadním pobřeží Bosporského průlivu. Je to jedno z nejoblíbenějších míst na pobřeží Bosporu, kde se lidé ve volném čase procházejí. İstinye je známé svými kavárnami a restauracemi s mořskými plody. Nachází se zde také malá zátoka.
V antice se zde nacházelo město zvané Lasthenes, které bylo později přejmenováno na Leosthenion (řecky: Λεωσθένιον), během středověku zkomoleno na Sosthenion (řecky: Σωσθένιον). Vesnice byla místem, kde stával Michaelion, slavný kostel a klášter, který byl v byzantských dobách zasvěcený sv. Michaelovi.
Od roku 1995 se v İstinye nachází sídlo istanbulské burzy.

Čtvrť se navíc nachází v těsné blízkosti jednoho z nejnovějších istanbulských nákupních center, İstinye Park, který byl otevřen v roce 2007. Istinye Park se zaměřuje na špičkovou spotřebitelskou skupinu a je možné zde najít světově proslulé módní značky.

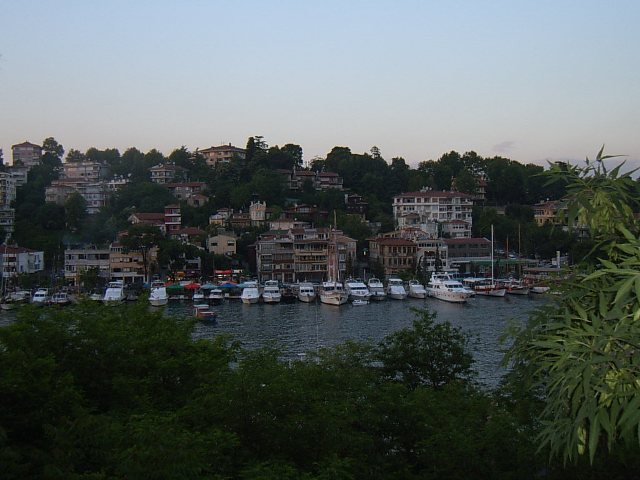
Přístaviště
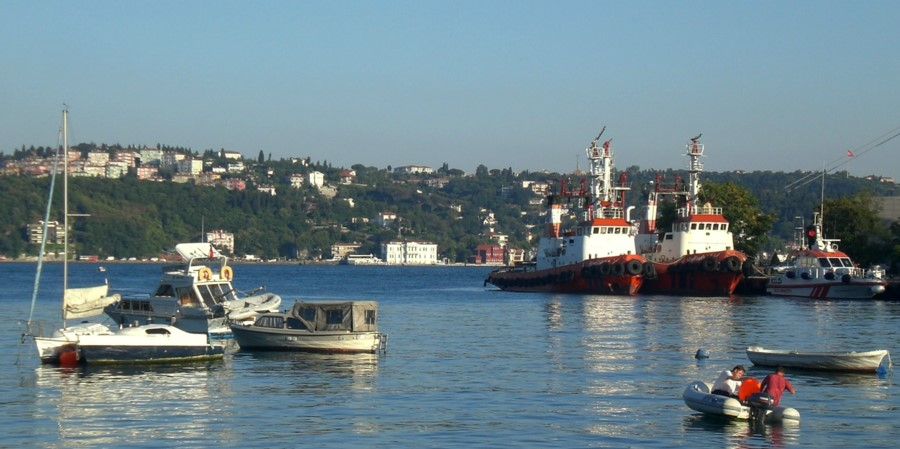
Pobřeží
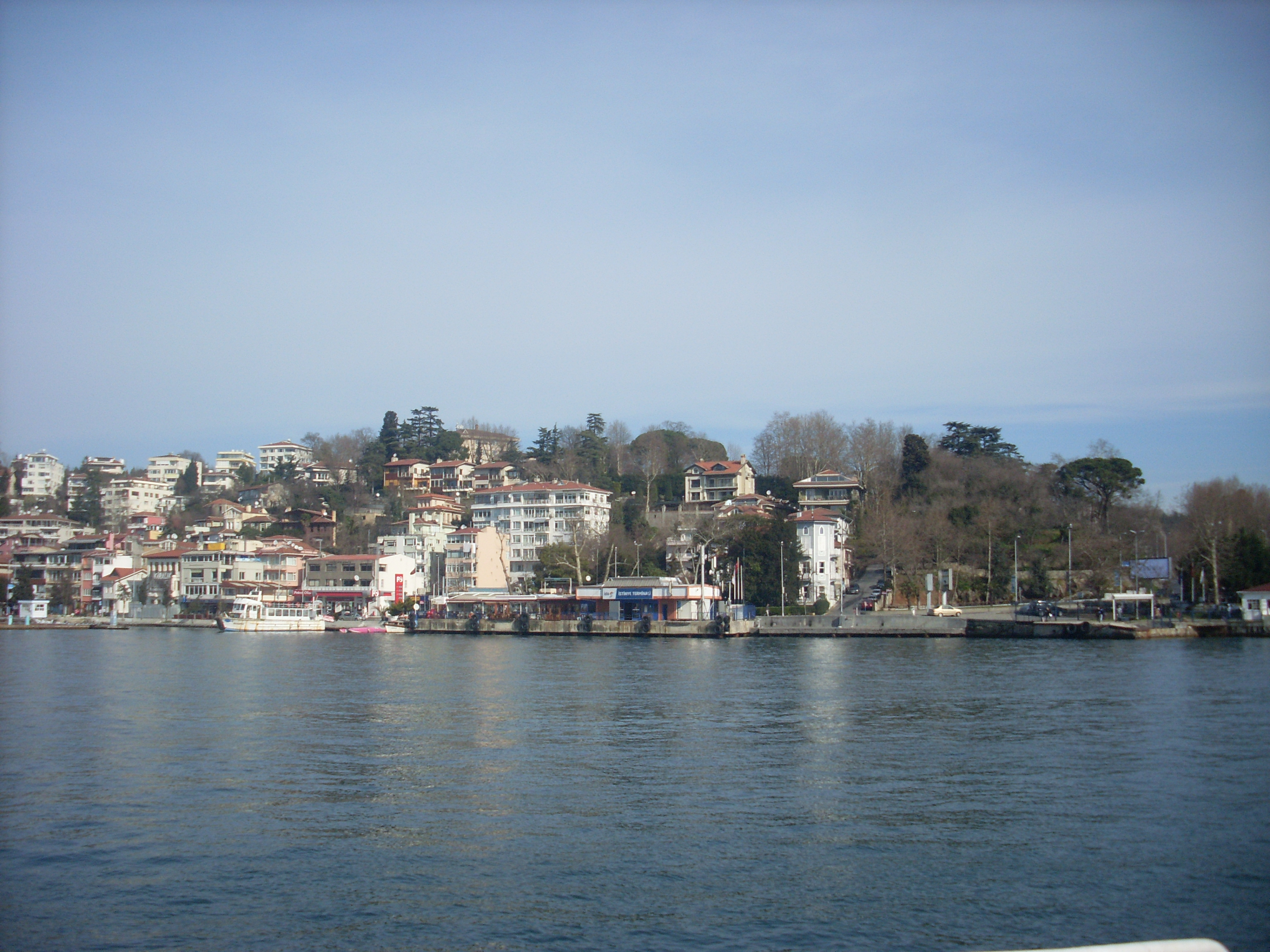
Zátoka

## Zajímavosti
- Michaelion
- Istanbulská burza
- İstinye Park